# West Puente Valley
West Puente Valley est une census-designated place de Californie dans le comté de Los Angeles. En 2000, la population était de 22 589 habitants. 